# Anne Dot Eggers Nielsen
Anne Dot Eggers Nielsen (* 6. November 1975 in Horsens) ist eine ehemalige dänische Fußballspielerin. Die Spielerin spielte von 1993 bis 2007 mit Unterbrechungen für die dänische Nationalmannschaft.

## Karriere

### Verein
Eggers Nielsen spielte während ihrer Karriere unter anderem für die dänischen Vereine Horsens FC, Vejle BK, Hjortshri-Ega Århus und Brøndby IF in der 3F Ligaen und für New York Power in der Women’s United Soccer Association 2001. Am Ende der Punktspielrunde stand New York auf dem dritten Platz, scheiterte dann aber im Playoff-Halbfinale. Danach kehrte sie zurück nach Dänemark. Ihre Laufbahn beendete sie bei Brøndby IF und nahm auch am UEFA Women’s Cup teil. Insgesamt bestritt sie 145 Liga-Spiele in Dänemark und erzielte dabei 38 Tore.

### Nationalmannschaft
1991 und 1992 bestritt sie mit der dänischen U-17-Mannschaft elf Spiele, unter anderem beim Nordic Cup, den die dänischen Juniorinnen 1992 gewannen. Zwischen 1993 und 1994 folgten dann 16 Spiele für die U-21-Mannschaft, davon wieder einige beim Nordic Cup in der höheren Altersklasse. Bereits während dieser Zeit machte sie am 15. August 1993 beim EM-Qualifikationsspiel gegen Litauen, das für die Litauerinnen ihr erstes Länderspiel war und bei dem den Däninnen ihr erster zweistelliger Sieg gelang, ihr erstes Länderspiel. Sie wurde in der 62. Minute beim Stand von 5:0 eingewechselt und erzielte acht Minuten später mit ihrem ersten Länderspieltor das 7:0 (Endstand 11:0). Im März 1994 nahm sie dann an der ersten Austragung des Algarve-Cup teil, bei dem die Däninnen das Spiel um Platz 3 mit 0:1 gegen Schweden verloren. Dabei wurde sie in den drei Spielen wieder jeweils eingewechselt. Am 4. Mai 1994 stand sie dann beim 2:5 gegen Norwegen erstmals in der Startelf. Im nächsten Spiel wurde sie dann nicht eingesetzt aber danach war sie dann aber Stammspielerin, erreichte bei der zweiten Austragung des Algarve-Cup 1995 das Endspiel (2:3-Niederlage nach Verlängerung gegen Schweden) und gehörte auch zum dänischen Kader, der an der WM 1995 teilnahm. Sie spielte in den drei Gruppenspielen und dem Viertelfinale jeweils über die volle Distanz, erzielte beim 5:0 gegen Australien auch ihr erstes WM-Tor, schied aber im Viertelfinale gegen den späteren Weltmeister Norwegen aus. Durch den Viertelfinaleinzug hatten sich die Däninnen aber für das erste olympische Fußballturnier der Frauen bei den Olympischen Spielen in Atlanta qualifiziert, an dem sie dann auch teilnahm. Sie stand bei zwei Gruppenspielen in der Startelf und wurde im zweiten Gruppenspiel zur 2. Halbzeit eingewechselt. Da alle drei Spiele verloren wurden, schieden die Däninnen aber bereits nach der Gruppenphase aus. Danach konnten sich die Däninnen nie wieder (Stand: 2016) für die Olympischen Spiele qualifizieren. Ihr nächstes bedeutendes Turnier war die EM 1997, bei der sie in den drei Gruppenspielen jeweils über die volle Distanz spielte. Als Gruppenletzte schieden die Däninnen aber wieder in der Vorrunde aus.
1998 erreichte sie mit Dänemark zum zweiten Mal das Endspiel des Algarve-Cups, verlor dieses aber mit 1:4 gegen Norwegen. 1999 bestritt sie zwar alle Spiele beim Algarve-Cup, sie wurde dann aber nicht für die WM in den USA und die EM 2001 in Deutschland berücksichtigt. Erst am 1. März 2002 kam sie im ersten Gruppenspiel des Algarve-Cups in der zweiten Halbzeit gegen Deutschland wieder zum Einsatz. Es blieb ihr einziger Einsatz bei dem Turnier und es folgte eine weitere Länderspielpause von 18 Monaten, in der die Däninnen die Qualifikation für die WM 2003 verpassten. Erst am 7. September 2003 kam sie in einem Testspiel der Schwedinnen für die WM wieder zum Einsatz und am 5. Oktober 2003 gelang ihr beim EM-Qualifikationsspiel gegen Belgien ihr einziger „Dreierpack“ im Nationaldress als ihr die Tore zum 1:0, 5:1 und 6:1-Endstand gelangen. Ab da fehlte sie bis zu ihrem Karriereende nur noch in fünf Spielen und nahm in dieser Zeit an der EM 2005 und der WM 2007 teil, bei denen die Däninnen aber jeweils in der Vorrunde ausschieden.
Am 26. März 2006 machte sie WM-Qualifikationsspiel gegen Belgien als fünfte Dänin ihr 100. Länderspiel. Ihr 118. und letztes Länderspiel bestritt sie am 28. November 2007 in der Olympiaqualifikation gegen Schweden. Da beide Mannschaften in der WM-Vorrunde 2007 ausgeschieden waren, mussten sie den dritten europäischen Startplatz für die Olympischen Spiele in Peking in Hin- und Rückspiel unter sich ausmachen. Die Däninnen verloren beide Spiele und verpassten damit wieder ein olympisches Fußballturnier, vermieden damit aber erneut vom Gastgeber ausspioniert zu werden.

## Erfolge
- Dänische Meisterin mit Brøndby IF
- Dänische Pokalsiegerin mit Brøndby IF
- Beste Spielerin beim Internationalen Frauen-Hallenfußball-Turnier 1999 und 2005

## Auszeichnungen
- 2003 Fußballerin des Jahres in Dänemark[7]